# Elfriede Harrer-Friesenbichler
Elfriede Harrer-Friesenbichler (* 26. Dezember 1953 als Elfriede Harrer in Gmunden; † 8. oder 9. Dezember 1986 in Linz) war eine österreichische Gewerkschaftlerin und Politikerin (SPÖ). Von 1985 bis zu ihrem Tod war sie Abgeordnete zum Oberösterreichischen Landtag.

## Leben
Elfriede Harrer-Friesenbichler war nach dem Besuch der Pflichtschule Sekretärin in der Gewerkschaft der Privatangestellten, der sie schon mit 14 Jahren beigetreten war. Ab 1981 war sie Vorsitzende des ÖGB-Frauenreferats, von 1985 an war sie Mitglied des OGB-Präsidiums.
Harrer-Friesenbichler war seit 1985 verheiratet. In der Nacht vom 8. zum 9. Dezember 1986 verstarb sie an den Folgen einer Krebserkrankung.

## Politik
1985 wurde Harrer-Friesenbichler in den Oberösterreichischen Landtag gewählt; diesem gehörte sie bis zu ihrem Tod an. An ihrer Stelle rückte Maximilian Lakitsch in den Landtag nach.